# Anna en Senna
Anna en Senna (Anna Lagerweij, Groningen, 24 juni 2000, en Senna Sitalsing, Groningen, 6 oktober 1999) vertegenwoordigden Nederland op het Junior Eurovisiesongfestival 2010 in Minsk, Wit-Rusland.

## Biografie
Op 2 oktober 2010 wonnen zij het Junior Songfestival met hun liedje "My family". Ze vertegenwoordigden daarmee Nederland bij de internationale versie van het Junior Eurovisiesongfestival op 20 november 2010 in Minsk. Op het festival werden ze 9e met 52 punten.
Net zoals alle andere kandidaten schreven zij hun liedje zelf. Hun liedje is later geproduceerd door Tjeerd Oosterhuis. Hij heeft samen met de meiden de oorspronkelijke titel "Familie" veranderd in "My family" en een deel van het refrein in het Engels vertaald, omdat dit het liedje een internationaler karakter gaf.
De twee vriendinnen uit Groningen en Paterswolde, wonnen met twee punten verschil van de dertienjarige Mano. Het bleef spannend tot op het laatste moment, want na de uitslagen van twee van de drie jury's, stonden Senna & Anna en Mano gelijk. Maar Senna & Anna kregen de meeste punten van de publieksjury, dus zij gingen ervandoor met de winst. De twee meisjes vielen vooral op door hun jonge leeftijd en de roze viool van Anna.
In 2008/2009 deed Senna al mee aan het songfestival van Kinderen voor Kinderen. Zij mocht toen de provincie Groningen vertegenwoordigen met het liedje "Meidengroep".
Senna's vader is Martin Sitalsing.

## Discografie

### Singles
| Single met eventuele hitnotering(en) in de Nederlandse Top 40 | Datum van verschijnen | Datum van binnenkomst | Hoogste positie | Aantal weken | Opmerkingen                                           |
| ------------------------------------------------------------- | --------------------- | --------------------- | --------------- | ------------ | ----------------------------------------------------- |
| Famous                                                        | 2010                  |                       |                 |              | Als onderdeel van Finalisten Junior Songfestival 2010 |
| My Family                                                     | 2010                  |                       |                 |              |                                                       |
| Het is jij                                                    | 2011                  |                       |                 |              |                                                       |
| Alleen maar een vriend                                        | 2011                  |                       |                 |              |                                                       |

2003: Roel ·
2004: Klaartje & Nicky ·
2005: Tess ·
2006: Kimberly ·
2007: Lisa, Amy & Shelley ·
2008: Marissa ·
2009: Ralf ·
2010: Anna & Senna ·
2011: Rachel ·
2012: Femke ·
2013: Mylène & Rosanne ·
2014: Julia ·
2015: Shalisa ·
2016: Kisses ·
2017: FOURCE ·
2018: Max & Anne ·
2019: Matheu ·
2020: UNITY ·
2021: Ayana ·
2022: Luna Sabella ·
2023: Sep & Jasmijn ·
2024: Stay Tuned